# Andrein
Andrein ist eine französische Gemeinde mit 138 Einwohnern (Stand 1. Januar 2022) im Département Pyrénées-Atlantiques in der Region Nouvelle-Aquitaine (vor 2016: Aquitanien). Die Gemeinde gehört zum Arrondissement Oloron-Sainte-Marie und zum Kanton Orthez et Terres des Gaves et du Sel (bis 2015: Kanton Sauveterre-de-Béarn).
Die Bewohner werden Andreinais genannt.

## Geographie
Andrein liegt circa 40 Kilometer nordwestlich von Oloron-Sainte-Marie, unweit von Sauveterre-de-Béarn im Béarn.
Umgeben wird Andrein von den Nachbargemeinden:
- Burgaronne und Orion im Norden,
- Orriule im Osten,
- Barraute-Camu und Laàs im Süden sowie
- Sauveterre-de-Béarn im Westen.

Andrein liegt im Einzugsgebiet des Flusses Adour am rechten Ufer des Gave d’Oloron und wird durchquert von seinen Nebenflüssen, den Bächen Héuré, Maiourau, der im Ortsgebiet entspringt, und Arriou Tort und dessen Nebenfluss Lourou.

## Geschichte
Ein im 19. Jahrhundert entdecktes Hügelgrab weist auf eine Besiedelung bereits während der gallorömischen Zeit hin. Das Grab ist umgeben von Holzkohlefragmenten. Außerdem wurde zwei Vasen gefunden, eine aus schwarzem, die andere aus rotem Ton. 
Die Siedlung ist auf einem Teilstück des Jakobswegs angelegt. Die geographische Lage hoch auf einem Felsen über dem Tal des Gave d’Oloron animierte im weiteren Verlauf auch zum Bau von Burgen und Schlössern. Die erste Erwähnung der Siedlung unter dem Namen Andrenh erfolgte im Jahre 1385 anlässlich einer Volkszählung. In späteren Jahren wird ein Laienkloster errichtet auf Anweisung des Lehnsherrn von Bétouzet, der daraufhin den Zehnt erhob.

### Einwohnerentwicklung
| Jahr      | 1968 | 1975 | 1982 | 1990 | 1999 | 2008 | 2022 |
| --------- | ---- | ---- | ---- | ---- | ---- | ---- | ---- |
| Einwohner | 110  | 99   | 105  | 103  | 111  | 130  | 138  |

## Sehenswürdigkeiten
- Pfarrkirche, gewidmet dem Apostel Simon Petrus. Umrahmt vom Friedhof ist sie direkt an der Kante des Felsabhangs hoch über dem Tag des Gaves im 12. Jahrhundert gebaut. An der Westseite des Kirchenschiffs ist der Glockenturm angebaut, der in der Zeit seiner Errichtung auch zur Verteidigung der Siedlung diente. Der restaurierte Innenraum zeigt eine getäfelte Decke und eine Kirchenausstattung im guten Zustand.[7]
- Das Château de Baillenx wurde das erste Mal im Jahre 1544 erwähnt. Es handelt sich um das älteste Schloss in Andrein, ursprünglich als Laienkloster in der Nähe der Ortskirche erbaut. Dieses für einen Herrensitz eher mit bescheidenem Ausmaß versehene Gebäude ist dennoch von einem breiten Graben, Scheunen, Pferdeställen und einem Park versehen. Außerdem kann man einen Garten mit Taubenschlag und den Hof des Verwalters entdecken. Nachdem das Schloss sich im Besitz der Familie Caumia-Baillenx am Ende des 17. und zu Beginn des 18. Jahrhunderts befanden hatte, wurde es anschließend von Claire-Madeleine de Gassion umfassend umgestaltet. Sie ließ Dachböden und zahlreiche Kamine einbauen, das Dach neu decken und mit drei Gauben versehen. Im Innern führt eine Treppe im Stil Louis-treize mit dicken Balustern zur oberen der beiden Etagen.[8]
- Das Château de Bachoué ist das bedeutendste der drei Schlösser der Gemeinde, aber auch das jüngste, da es nach einem Brand wieder aufgebaut wurde. Die Volkszählung von 1385 erwähnt bereits ein Haus Bachoué in Andrein. Deren Besitzer sind 1578 als Gegenleistung für die Dienste vom französischen König Heinrich IV. in den Adelsstand erhoben worden. Das Schloss von Bachoué ist im 17. Jahrhundert gebaut worden, in der Folge aber vielfach umgestaltet. Auf dem u-förmigen Grundriss ist der zentrale Wohntrakt symmetrisch von zwei Pavillons flankiert. Die oberste Etage ist als Mansarde ausgebaut. Ein Turm im mittelalterlichen Stil mit Zinnen und Maschikulis überragt den Wohntrakt an der Nordfassade.[9]
- Das Château de Betouzet wurde im 12. Jahrhundert ein wenig abseits es Ortszentrums erbaut. Es wurde bereits 1385 erwähnt. Als Gegenleistung für die Dienste am französischen König wurde deren Besitzer im Jahre 1611 von Heinrich IV. in den Adelsstand erhoben. Außerdem bekamen sie Zugang zur Ratsversammlung vom Béarn. Der Gutshof wurde im 17. Jahrhundert zu einem Laienkloster umgestaltet. Neben den beiden Wohntrakten besteht das Schloss nun aus Nebengebäuden, Ställen, Gärten mit Gewächshäusern und einer Terrasse im italienischen Stil. Ein Seitenflügel ist im Stil Louis-treize mit Fenstern mit verziertem Rahmen und hervorstehendem Fenstersims gehalten, die Südfassade des Haupttrakts nach einer weiteren Restaurierung im 18. Jahrhundert im Stil Louis-quinze.[10]

## Wirtschaft und Infrastruktur
Die Wirtschaft wird weiterhin hauptsächlich vom Ackerbau bestimmt, aber auch von der Aufzucht von Mastenten.
Andrein liegt in den Zonen AOC des Ossau-Iraty, ein traditionell hergestellter Schnittkäse aus Schafmilch, sowie der Schweinerasse und des Schinkens „Kintoa“.

### Verkehr
Andrein ist angeschlossen an die Routes départementales 23 und 27.